# 스바르트알파헤임
스바르트알파헤임(Svartálfaheimr)은 노르드 신화에서 스바르트알프들이 사는 곳이다.
"스바르트알파헤임"이라는 말은 《신 에다》에만 딱 두 번, 각각의 경우 모두 특정한 드베르그들이 사는 곳으로서 언급된다. 때문에 "스바르트알프"는 그저 "드베르그"의 동의어에 불과한 것이 아닌가 생각하고 있다.
〈길피의 속임수〉 제33장에 보면 에시르가 펜리르를 포박하기 위해 글레이프니르를 만들었는데, 이를 위해 스바르트알파헤임의 드베르그에게 도움을 청했다고 한다. 그리고 〈시어법〉 제39장에 보면 로키가 안드바리를 잡아 협박한 곳이 스바르트알파헤임이라고 한다.

## 참고 자료
- Faulkes, Anthony (trans.) (1995). Edda: Snorri Sturluson. Everyman. ISBN 0-460-87616-3.
- Lindow, John (2001). Norse Mythology: A Guide to the Gods, Heroes, Rituals, and Beliefs. Oxford University Press. ISBN 0-19-515382-0.
- Simek, Rudolf (1984). Lexikon der germanischen Mythologie. Stuttgart: A. Kröner. ISBN 3520368013.
  - Simek, Rudolf (2007). Dictionary of Northern Mythology. Angela Hall (trans.). D.S. Brewer. ISBN 0-85991-513-1.